# Gergely választott érsek
Gergely (12. század), spliti érsek (1135 előtt).

## Élete
Gergely zárai származású spliti érsek volt, akit Manasses elűzése után választottak a spliti egyház élére. Daniele Farlati szerint megválasztása előtt hosszú interregnum volt az érsekség élén, Gergelyről csak annyi ismeretes, hogy 1135 körül vagy korábban választották érsekké. Emellett Spalatói Tamás őrizte meg róla azt az adatot, hogy ő építette azt a Szent Jánosnak szentelt templomot, amely az középkori érseki palota egyik kápolnája volt. A templom felszentelése előtt elhunyt.